# Magna Via Francigena

In het groen: Magna Via Francigena

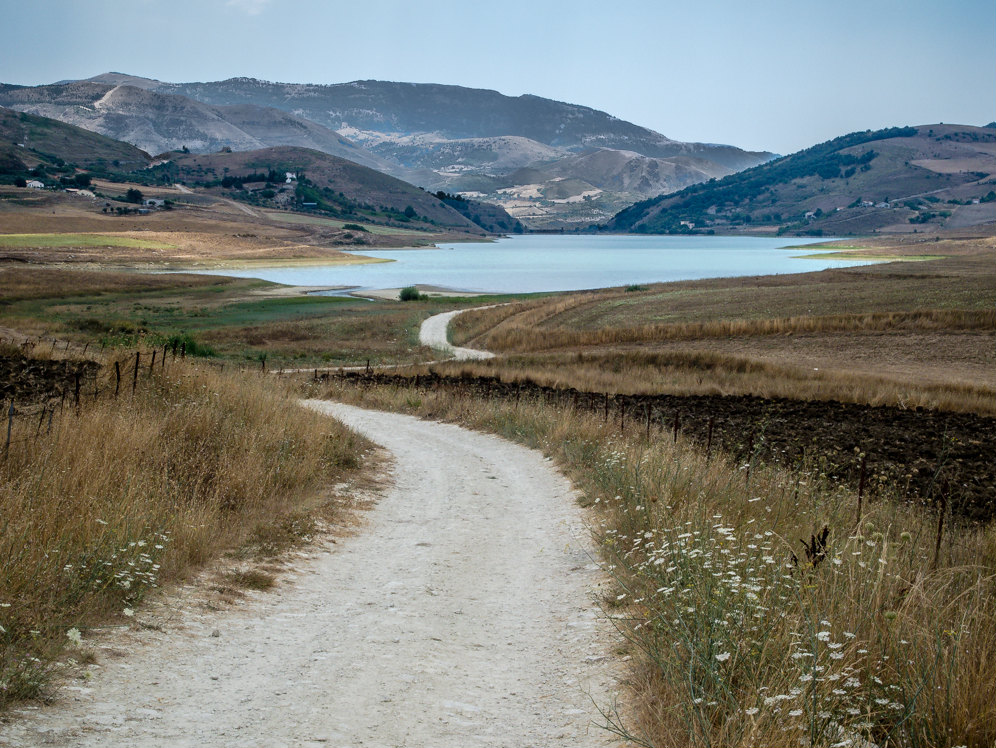
Weg in Prizzi, hoogst gelegen punt

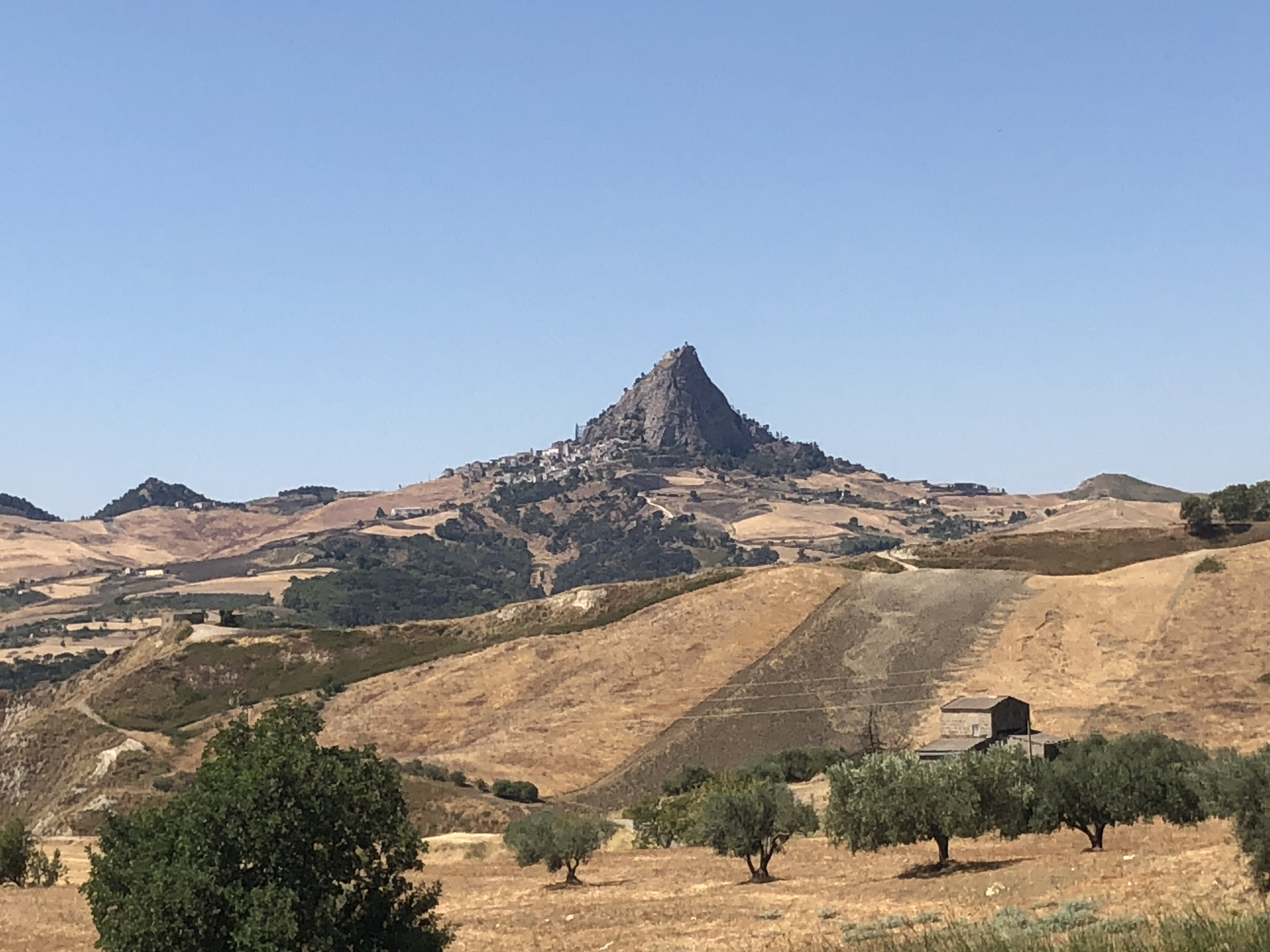
Sutera

De Magna Via Francigena is een eeuwenoude weg tussen Palermo en Agrigento op het Italiaanse eiland Sicilië. Palermo ligt aan de noordkust en Agrigento aan de zuidkust. De weg doorkruist het hoogland van Sicilië.
Ze behoort tot een van de belangrijkste toeristische paden voor trektochten op Sicilië.  De oorsprong gaat terug tot de Grieks-Romeinse oudheid.

## Naam
De namen van de weg in de Oudheid zijn niet met zekerheid bekend. De naam Magna Via Francigena of Grote Frankenweg en volledigheidshalve Magna Via Francigena Castronovi dateert van de middeleeuwen. De oudste vermelding is van jaar 1096, toen een Griekstalige monnik deze naam voor het eerst optekende in een akte. In de 12e eeuw werd de akte naar het Latijn vertaald onder impuls van Constance d’Altavilla, echtgenote van keizer Hendrik VI van het Heilige Roomse Rijk.
Noteer dat de 'echte' Via Francigena elders ligt: het is de pelgrimsweg der Franken tussen Canterbury en Rome. De weg op Sicilië was niet zozeer een pelgrimsweg, maar een commerciële en militaire verbinding voor de Normandiërs. Niettemin kan eenieder die meer dan 100 km afstapt of meer dan 130 km fietst, een pelgrimsstempel krijgen in de kathedraal van Agrigento.

## Beschrijving
De weg is 186 km lang. Het hoogste punt is 978 m boven de zeespiegel. De Magna Via Francigena bestaat uit negen etappes tussen Palermo en Agrigento.
De weg was al in gebruik in de Griekse en Romeinse Oudheid, gevolgd door het Byzantijns bestuur op Sicilië. De Arabieren maakten ten tijde van het emiraat Sicilië goed gebruik van de weg, die constant onderhouden werd. In Agrigento (Arabisch: Kirknt) was hun grootste legercontingent gelegen en van Palermo (Arabisch: Balarm) maakten de Arabieren hun nieuwe hoofdstad.
Voor de oprukkende Normandiërs was het een belangrijke militaire verbinding tussen de noord- en de zuidkust van Sicilië. Langs de weg bouwden ze nieuwe katholieke kerken en herstelde ze Grieks-orthodoxe kerkgebouwen. Nadien gebruikten veetelers stukken van deze weg om vee te verplaatsen tussen het hoogland en het laagland. Deze lang gebruikte stukken van de Magna Via Francigena worden trazzera genoemd: het zijn stukken brede onverharde veedrijverswegen. Tussen de trazzera-stukken zijn er voetpaden als verbinding. De route geraakte evenwel over haar totaliteit in verval.
In de 20e eeuw werd de verwaarloosde weg hersteld voor toeristen. Hij is toegankelijk voor wandelaars en terreinfietsen. Andere wandelpaden zijn in andere streken van Sicilië uitgestippeld.

## Enkele trekpleisters op de route
- Kathedraal Santa Maria Nuova van Monreale met mozaïeken
- Piana degli Albanesi: een vallei met een bevolking van Arbëreshë. In het bijzonder het Albanese dorpje Santa Cristina Gela.
- Gorgo del Drago: een gebergte met meren en rotsen
- Corleone: archeologisch museum en het internationaal documentatiecentrum van de maffiabestrijding
- Prizzi: hoogst gelegen dorpje op de route
- Castronovo di Sicilia: afsplitsing van de weg met een connectie naar de oude verbindingsweg Palermo in het westen en Messina in het oosten van Sicilië
- Ruïnes van de kerk Santa Maria della Scala
- Borgo Riena: een verlaten dorp
- Necropolis van Capelvenere; sommige rotsholtes werden zelfs als woning gebruikt
- Sutera en Casale di San Pietro: relicten van de islamitische tijd tijdens het emiraat Sicilië
- Milena: stadje met vondsten uit de Byzantijnse tijd.